# Arado Ar 196

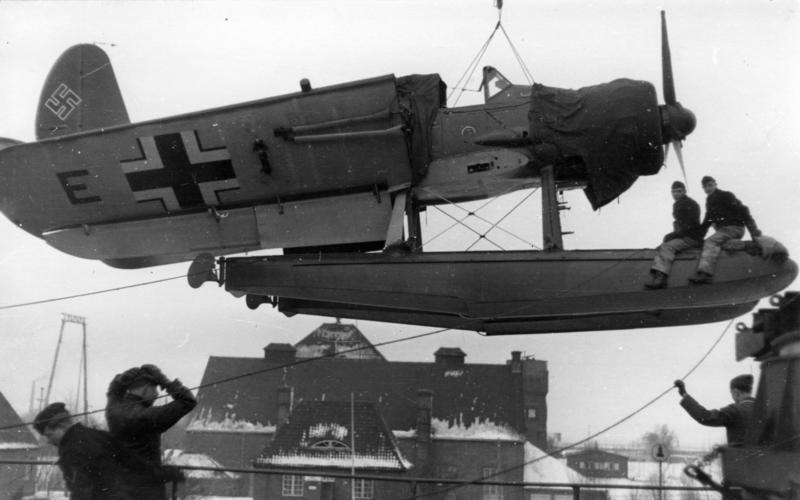
Un Arado Ar 196 viene caricato a bordo di una nave, Norvegia, 1942.

L'Arado Ar 196 era un idroricognitore marittimo a scarponi ad ala bassa prodotto dall'azienda tedesca Arado Flugzeugwerke GmbH dalla fine degli anni trenta.
L'Ar 196 è stato il principale idrovolante da ricognizione biposto della Kriegsmarine durante la seconda guerra mondiale. L'Ar 196 era imbarcato a bordo di navi da battaglia e incrociatori della Kriegsmarine per essere impiegato come ricognitore, ma dislocato anche negli idroscali per il pattugliamento costiero. L'Ar 196 operava su tutti i teatri europei dall'Oceano Atlantico al Mar Nero.

## Storia del progetto
Nei primi mesi del 1936 il Reichsluftfahrtministerium (RLM) emise una specifica per la fornitura di un idrovolante da ricognizione catapultabile destinato ad equipaggiare le maggiori unità di superficie della Kriegsmarine.
La richiesta venne avanzata alla Focke-Wulf-Flugzeugbau AG ed all'Arado Flugzeugwerke che proposero con progetti molto diversi fra loro. La Focke-Wulf realizzò l'Fw 62, un modello in configurazione alare biplana, convinta che tale formula meglio si adattasse alle necessità di un idrovolante di piccole dimensioni. La Arado invece preferì una soluzione monoplana a scarponi, l'Ar 196.
La modernità del progetto e le buone caratteristiche generali evidenziate fin dalle prime prove, indussero le autorità militari ad orientare la scelta verso l'Ar 196, che fu quindi ordinato in 4 prototipi.

## Tecnica
Il velivolo era un monoplano monomotore, ad ala bassa; la struttura era interamente metallica, con fusoliera a sezione quadrata, rivestita con pannelli in lega leggera nella parte anteriore, mentre il posteriore aveva rivestimento in tela. L'abitacolo ospitava 2 membri d'equipaggio, disposti in tandem: il pilota ed un osservatore-mitragliere.
I prototipi vennero completati nel 1937 e videro la luce in due configurazioni diverse: due macchine avevano due galleggianti affiancati in posizione centrale mentre le altre due erano dotate di un solo galleggiante centrale e due più piccoli, con funzione di stabilizzatori, posizionati sotto le estremità delle ali.
La propulsione era affidata ad un motore BMW 132K posizionato sul muso, un radiale 9 cilindri a singola stella raffreddato ad aria racchiuso in una cappottatura bugnata ed abbinato ad un'elica bipala.
Le prove in volo, confermando le buone doti dell'aereo, non fecero emergere sostanziali diversità fra le due varianti e, qualunque fosse la ragione determinante, alla fine venne scelta la configurazione con il doppio galleggiante.
L'aereo venne ordinato in versione imbarcata, destinato ad essere lanciato dalle catapulte delle navi della flotta, ed in versione da ricognizione costiera.
Nella versione imbarcata, le ali erano incernierate alla fusoliera nella parte posteriore, potevano perciò essere ripiegate all'indietro staccando i montanti di collegamento con i galleggianti dai galleggianti stessi. I montanti rimanevano ripiegati e fissati al ventre dell'ala.
L'armamento difensivo era costituito inizialmente da 1 mitragliatrice, ma arrivò a comprendere 3 mitragliatrici (2 a disposizione dell'osservatore ed 1 frontale) e 2 cannoni da 20 mm (affogati nello spessore alare).
Nelle rastrelliere agganciate alle ali, potevano essere alloggiate due bombe da 50 kg ciascuna.
Negli anni l'Ar 196 venne migliorato tramite l'installazione di motori BMW 132 di maggior potenza, dotati di elica tripala, o di equipaggiamento più moderno (in particolare l'apparato radio), ma la struttura rimase sostanzialmente invariata.

## Impiego operativo
In sostanza gli Ar 196 operarono in ogni teatro bellico costiero mentre la versione imbarcata venne affidata a tutte le principali unità della Kriegsmarine: Bismarck, Tirpitz,  Admiral Graf Spee, Deutschland, Scharnhorst, Gneisenau, Admiral Scheer, Admiral Hipper e Prinz Eugen (solo per citare le più note).
Il velivolo venne ampiamente utilizzato dalle forze aeree di Bulgaria, Finlandia e Romania.
Uno degli esemplari imbarcati sulla Admiral Hipper venne catturato dalle forze norvegesi che si opponevano all'invasione tedesca; utilizzato sul posto per qualche tempo, venne trasferito in Inghilterra dove venne preso in custodia, e accuratamente esaminato dalla Marine Aircraft Experimental Establishment di Helensburgh nel 1940.
Il maggior successo ottenuto dagli Ar 196, fu la cattura del sommergibile inglese HMS Seal, avvenuta il 5 maggio 1940 nello stretto del Kattegat. Il Seal era un sommergibile posamine della Royal Navy. Inviato in missione lungo le coste danesi, venne intercettato da un ricognitore Heinkel He 115 e costretto ad immergersi per sfuggire alla caccia che ne seguì. Successivamente braccato da motosiluranti, nel tentativo di evadere verso il mare aperto, il sommergibile incappò in un campo minato e subì gravi danni in seguito all'esplosione di una mina.
Faticosamente, dopo alcuni tentativi infruttuosi, riuscì a riemergere trovandosi tuttavia immobilizzato per i danni subiti. Intercettato immediatamente dopo l'emersione, venne prontamente avvicinato dagli idrovolanti Ar 196 della Küstenfliegergruppe 706 (di base ad Ålborg, in Danimarca) e l'equipaggio fu costretto ad arrendersi prima di riuscire ad affondare la nave. Il Seal venne successivamente riparato ed utilizzato dalla Kriegsmarine con il nominativo di UB

## Versioni

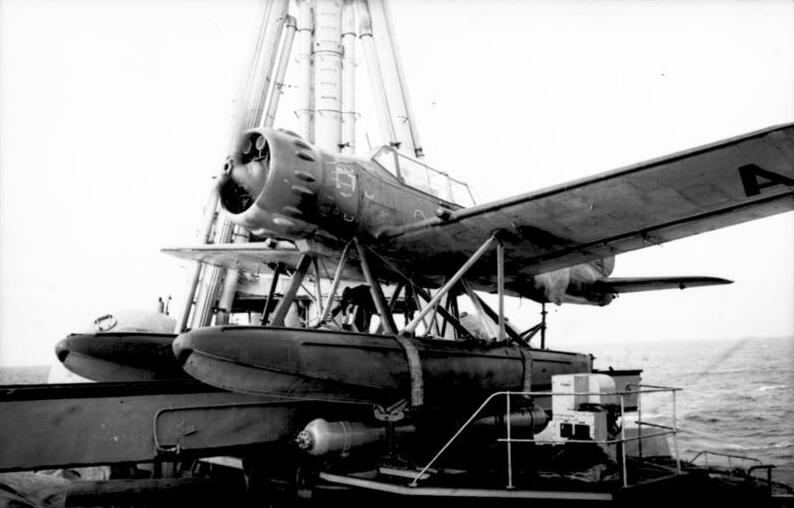
Arado Ar 196 a bordo dell'incrociatore pesante della Kriegsmarine Admiral Hipper.

- Ar 196A: unica variante operativa, con doppio galleggiante.
  - A-0: esemplari di preserie, muniti di rastrelliere per bombe ed una sola mitragliatrice posteriore (MG 16);
  - A-1: con le medesime caratteristiche dei precedenti; assegnati alle più importanti unità della flotta;
  - A-2: adibiti al pattugliamento marittimo, muniti di 2 cannoni alari MG FF da 20 mm e una mitragliatrice MG 17 da 7,92 mm posta nel muso;
  - A-3: variante con struttura irrobustita, dotati di apparato radio, equipaggiata con elica tripala a passo variabile (costruiti anche presso le officine SNCA in Francia e Fokker nei Paesi Bassi);
  - A-4: versione catapultabile con le stesse caratteristiche della "A-3" (sostituirono gli "A-1" a bordo delle unità della flotta);
  - A-5: ultima versione di serie, dotata di apparato radio migliorato e di mitragliatrice binata MG 81Z in dotazione all'osservatore;
- Ar 196B: variante con galleggiante centrale e doppio stabilizzatore all'estremità delle ali; scartata in sede di valutazione, in favore della "A".
  - B-0: velivoli di preserie, completati per i test di valutazione.
- Ar 196C: progetto con aerodinamica migliorata, abbandonato nel 1941.

## Utilizzatori
Bulgaria

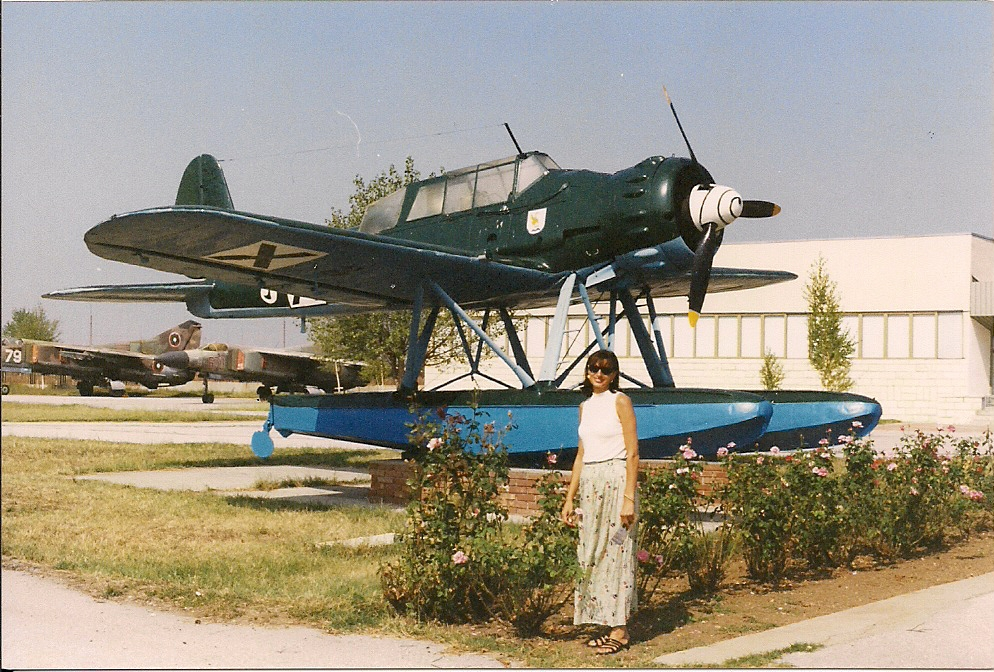
L'Ar 196 A-3 nella livrea bulgara esposto al Muzej na Aviatsyata i VVS (museo dell'aviazione bulgara) situato nella struttura della base aerea Krumovo presso l'aeroporto di Plovdiv.

- Vazhdushnite na Negovo Velichestvo Voiski

 Finlandia
- Suomen ilmavoimat

 Germania
- Luftwaffe
- Kriegsmarine

 Norvegia
- Marinens Flyvevesen
- Kongelige Norske Luftforsvaret

 Romania
- Forțele Aeriene Regale ale României

### Velivoli comparabili
Giappone
- Aichi E13A
- Mitsubishi F1M

 Italia
- IMAM Ro.43

 Regno Unito
- Fairey Seafox

 Stati Uniti
- Vought OS2U Kingfisher

 Unione Sovietica
- Beriev Be-2